# Decision Before Dawn
Decision Before Dawn is een Amerikaanse oorlogs-dramafilm uit 1951 onder regie van Anatole Litvak. 
Het verhaal hiervan is gebaseerd op dat uit de roman Call It Treason (1949) van George Howe. Decision Before Dawn werd genomineerd voor de Oscars voor beste film en beste montage (door Dorothy Spencer), de Golden Globe voor beste camerawerk in zwart-wit (Franz Planer) en de Directors Guild of America Award voor beste regie (Litvak).

## Verhaal
Het Amerikaanse leger nadert de grenzen van Nazi-Duitsland en zet Duitse gevangenen in om over de grens te spioneren.

## Rolverdeling
| Acteur               | Personage                     |
| -------------------- | ----------------------------- |
| Richard Basehart     | Luitenant Dick Rennick        |
| Gary Merrill         | Kolonel Devlin                |
| Oskar Werner         | Korporaal Karl 'Happy' Maurer |
| Hildegard Knef       | Hilde                         |
| O.E. Hasse           | Kolonel Von Ecker             |
| Wilfried Seyferth    | Heinz Scholtz                 |
| Hans Christian Blech | Sergeant 'Tiger' Rudolf Barth |
| Helene Thimig        | Paula Schneider               |
| Robert Freitag       | Sergeant Paul Richter         |
| George Tyne          | Sergeant Griffin              |
| Gert Fröbe           | Duitse korporaal in Nürnberg  |